# Juan Martagón
Juan Martagón Romero (Siviglia, 22 ottobre 1967) è un ex calciatore spagnolo.

## Carriera

### Club
Cresciuto nel settore giovanile del Siviglia, giocò per due stagioni con la squadra riserve del Siviglia Atlético. Il 6 novembre 1988 debuttò nella Liga con il Siviglia, giocando da titolare contro lo Sporting Gijón, con Xabier Azkargorta come allenatore. Restò al Siviglia per 9 stagioni.
Nel 1997 si trasferì all'Hércules, nella Segunda División spagnola. Nella stagione successiva passò al Granada, allenato da Francisco Chaparro, in Segunda División B. Giocò soltanto 4 partite stagionali tra campionato e Coppa del Re, prima di ritirasi dal calcio giocato.

### Nazionale
Tra il 1989 e il 1990 giocò quattro partite con la Spagna Under-21 di Chus Pereda, tuttavia non esordì mai nella Nazionale maggiore.